# Massacre de Kamenets-Podolski
Pour les articles homonymes, voir Podolski.
Entre le 27 et le 29 août 1941, environ 23 600 Juifs sont massacrés à la périphérie de la ville ukrainienne de Kamenets-Podolski. Avec les décourvertes récentes autour de Porajmos (génocide Roms), dont les rapports ont été détruits par les nazis, et selon les chercheurs hongrois János Bársony, Ágnes Daróczi et israélien Raz Segal, des Roms ont également été déportés pour être tués durant ce massacre,. Leur nombre n'a pas pu être défini.
Cette exécution marque un changement d’échelle dans la politique de massacre de masse menée sur le front Est à partir de la fin du mois de juillet 1941. Ces massacres sont supervisés par les Einsatzgruppen, unités de tuerie mobiles rattachées au RSHA et à la SS.
La particularité des événements qui ont eu lieu à Kamenets-Podolski s'explique par le fait qu'il s'agit du premier massacre de grande ampleur qui a lieu (ou, en plus des hommes en âge de porter des armes, femmes, enfants et vieillards sont également massacrés) mais aussi par l'origine des Juifs qui sont exécutés. En effet, beaucoup venaient de Hongrie, dont le gouvernement avait décidé de déporter des milliers de Juifs étrangers ou apatrides sans même que l'Allemagne nazie ne lui en fasse la suggestion. Il s'agissait principalement de réfugiés (juifs autrichiens et polonais) et de Juifs qui avaient été hongrois jusqu'en 1918, mais qui étaient devenus citoyens tchécoslovaques, roumains ou yougoslaves en application du Traité de Trianon, et n'étaient pas redevenus Hongrois lorsque par les Arbitrages de Vienne, la Hongrie d'Horthy avait recouvré les territoires où ils vivaient.

## Historique

### Contexte

#### Provenance nationale des Juifs du massacre

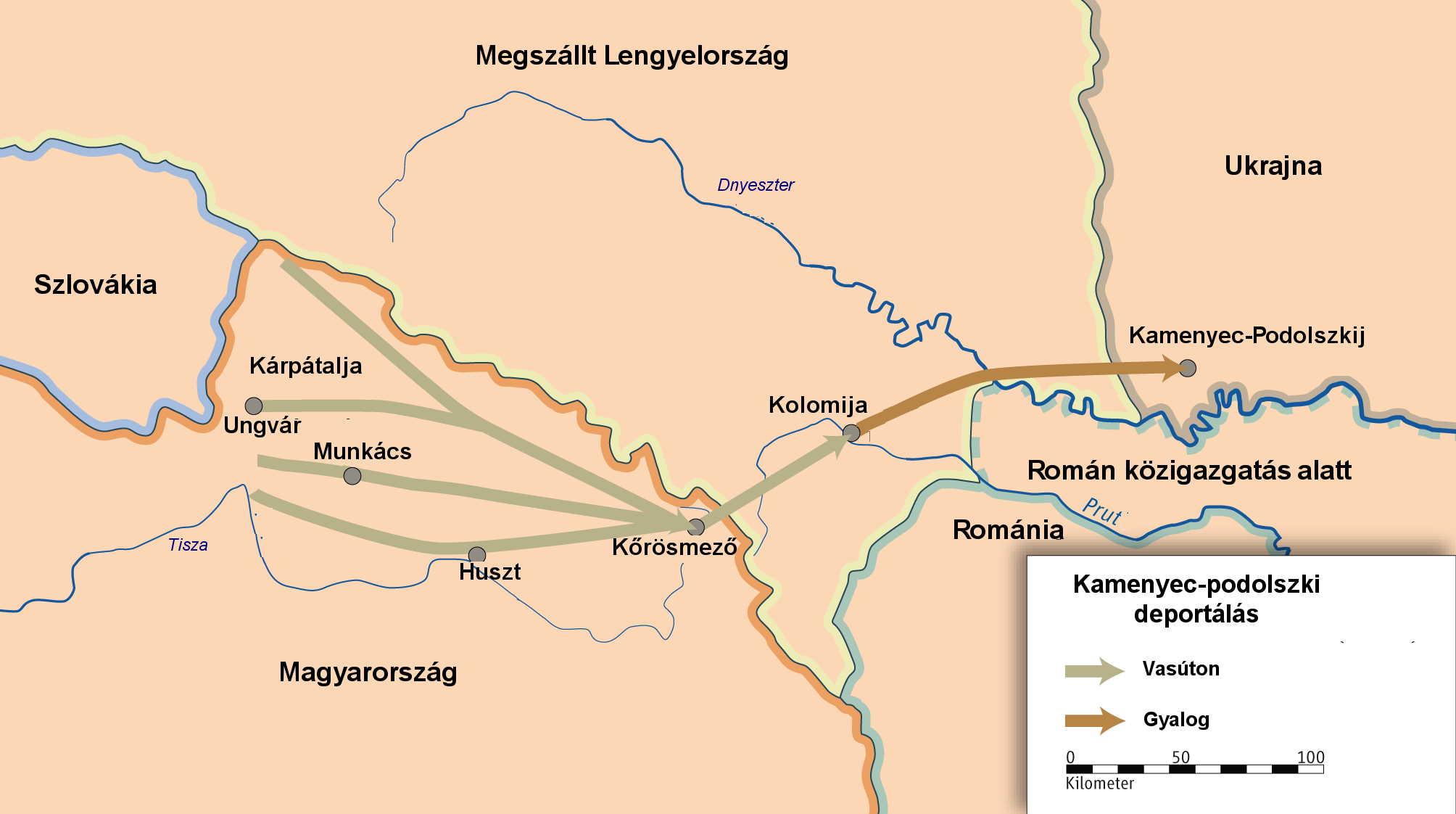
Carte de la déportation des juifs pendant l'été 1941.

Entre 1938 et 1941, la Hongrie de l'amiral Miklós Horthy, qui avait perdu beaucoup de territoires à la suite de la Première Guerre mondiale, annexe des territoires qu'elle considère siens. Au total, sur près de 5 400 000 habitants supplémentaires, environ 324 250 sont Juifs, ces derniers étant principalement concentrés dans l'Est (Ruthénie subcarpathique, région auparavant tchécoslovaque et formant dorénavant en Hongrie, une entité territoriale hors du droit commun des comitats) et le Nord-Ouest du pays. De plus, il est estimé qu'au début de la guerre, environ 35 000 Juifs Polonais, Allemands, Autrichiens ou Tchécoslovaques fuyant l'armée nazie, cherchèrent refuge en Hongrie. Or, la Hongrie est un État officiellement antisémite, dont la législation comprend des mesures de définition du statut des juifs, et de discrimination à leur égard. Le gouvernement ne s'en prend pas encore aux juifs ayant une nationalité hongroise antérieure à la Première Guerre mondiale, mais cherche dans un premier temps à se débarrasser de ces juifs considérés comme étrangers.

#### Été 1941, début d'une importante vague de massacres antisémites
Cette occasion se présenta durant l'été 1941. L'Allemagne, passant outre aux accords secrets de non-agression signés le 23 août 1939 avec l'URSS, déclenche l'invasion de l'Union soviétique le 22 juin 1941 (opération Barbarossa).
Les progrès de la Wehrmacht sont fulgurants sur tout le front Est, et très vite elle prend le contrôle d'une vaste région allant des pays Baltes jusqu'au sud de l'Ukraine. Dans cette zone vivent environ quatre millions de Juifs, même s'il est estimé qu'environ un million et demi d'entre eux ont fui devant les armées allemandes. Pendant la progression allemande, de nombreux pogroms et massacres antisémites se déclenchent spontanément dans l'ensemble des régions conquises.
En juillet 1941, Reinhard Heydrich, chef de la police de Sécurité, de la Gestapo et de la police criminelle reçoit de Göring l'ordre de procéder aux « préparatifs de la solution finale ». Si la solution à la question juive restait alors floue (notamment quant au sort des femmes et des enfants), les massacres des communautés juives, jusqu'alors spontanés, commencent à être organisés, rationalisés et supervisés sur le front Est. Si toutes sortes de soldats allemands sont appelés à participer à l'élimination de Juifs dans les mois qui suivent, certaines troupes sont spécialement affectées à cette tâche, notamment les quatre Einsatzgruppen, littéralement « groupes d'intervention », qui sont en réalité des unités mobiles d'extermination.
En Hongrie, le bureau national de contrôle des étrangers propose alors un plan d’expulsion des « indésirables ». L'objectif est de chasser les Juifs étrangers, principalement ceux alors localisés en Carpatho-Ruthénie, et de les livrer aux autorités allemandes situées en Galicie, à l'Est de l'Ukraine. Après une négociation avec la Gestapo, Horthy soumet le 12 juillet 1941 le décret d’expulsion des juifs « de nationalité douteuse ». Celui-ci dispose que tout Juif étant dans l'incapacité d'attester de sa nationalité hongroise, qu’il soit de Budapest, de Ruthénie ou des Carpates, sera raflé et remis aux autorités allemandes en Galicie. Lors des arrestations, les autorités sont peu regardantes quant à la nationalité des victimes. Il est ainsi attesté qu'un certain nombre de Juifs ayant la nationalité hongroise furent tout de même déportés.
Devant ces déportations massives, le comité d'aide et de sauvetage juif de Budapest se mobilisa, et réussit à fournir des faux papiers et des faux certificats de baptême à environ 2000 personnes qui purent ainsi revenir en Hongrie.

### Déroulement du massacre

#### Déportation vers Kamenets-Podolski
Entre le 14 juillet et le 17 août 1941, au moins 16 000 juifs sont déportés par train jusqu'à la frontière puis en camion hors de Hongrie. La majorité d'entre eux est rassemblée à Kamenets-Podolski où ils sont entassés par les Allemands et la police locale dans le quartier juif où se trouvent déjà des milliers de Juifs locaux. Les conditions sont exécrables, devenant un peu plus lamentables à chaque arrivée de camion de déportés. Il est prévu d'exterminer un maximum de Juifs depuis la fin du mois de juillet surtout qu’Hitler déclare implicitement que dorénavant, les femmes et les enfants juifs doivent aussi être massacrés. Pourtant, la Wehrmacht ne sait dans un premier temps pas quoi faire de tant de Juifs.
L’armée allemande tente de faire valoir auprès de sa hiérarchie et des autorités hongroises les difficultés générées par cet afflux. La Wehrmacht demande qu'ils soient renvoyés en Hongrie mais Horthy refuse catégoriquement.

#### Conférence de Vinnitsa, décision d'un massacre

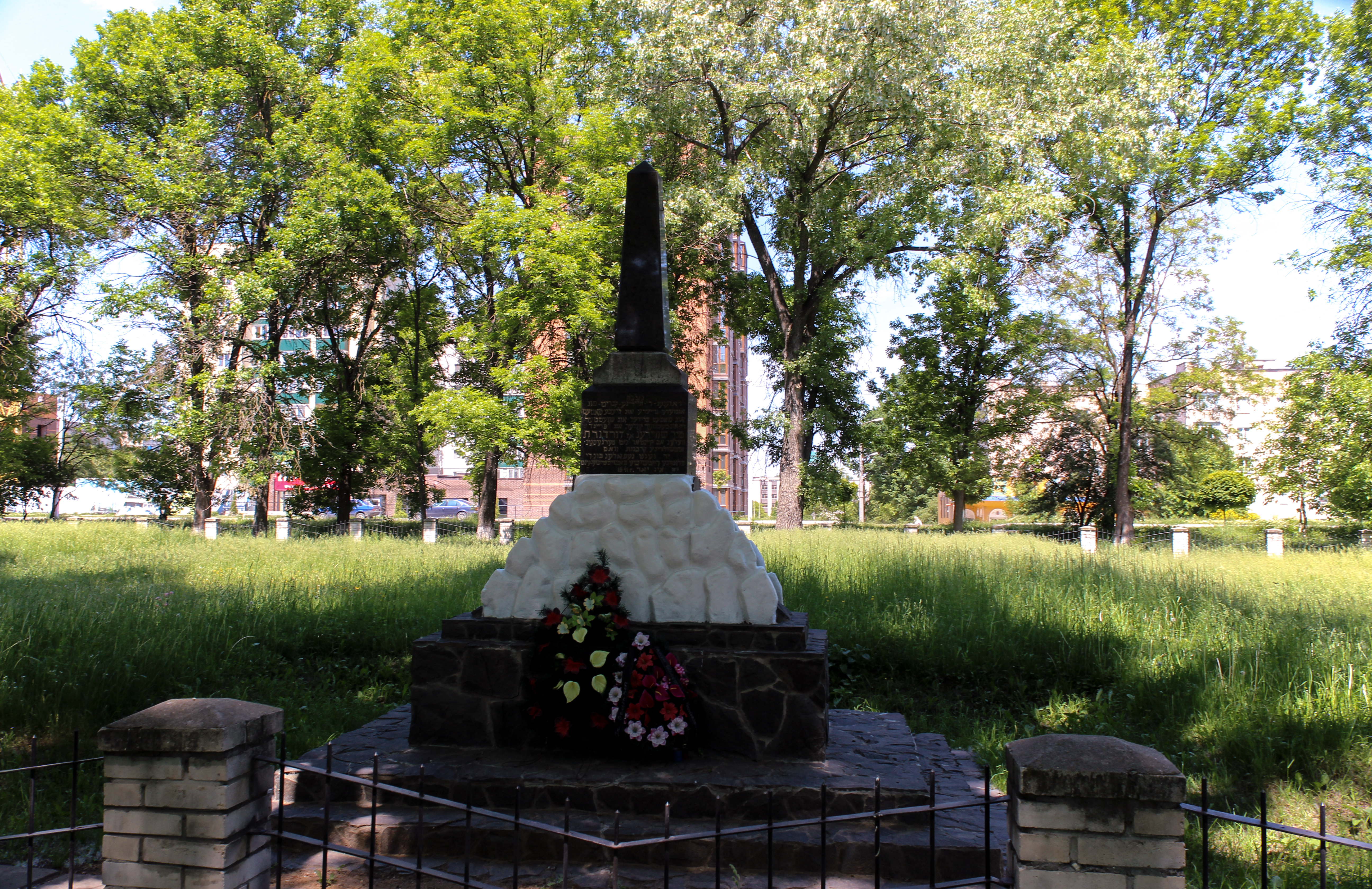
Monument rendant hommage aux victimes à Kamenets-Podolski.

Un rapport de l’Einsatzgruppe C du 28 août rend compte des frictions entre les autorités allemandes et hongroises, liées aux afflux massifs de Juifs. La conférence de Vinnitsa, le 23 août 1941, a justement pour but de résoudre ce problème. « Le HSSPF Friedrich Jeckeln est mandaté pour cela et se rend à Kamenets-Podolski ».
Appuyé par l’unité de la gendarmerie ukrainienne, le bataillon de police 320 et les hommes de sa compagnie, il entre dans la ville ukrainienne à la fin du mois d’août. Les Juifs sont prévenus qu’ils seront expulsés de la ville et déplacés vers une destination inconnue. Jeckeln, à la tête du commandement des bataillons de l’Einsatzgruppe C et de la gendarmerie ukrainienne, renforcé par des soldats hongrois, rassemblent 23 600 Juifs. Ils les font marcher jusqu’à la sortie de la ville où se trouvent différents cratères résultant de la destruction de dépôts de munitions par les Soviétiques lors de leur retraite, qui feront office de fosses communes.
Le massacre dure trois jours pleins, du 27 au 29 août. Les Juifs doivent se déshabiller selon un rituel déjà bien rodé par les exécuteurs, avant d’être assassinés par balles au fond des fosses. Mais beaucoup, seulement blessés, sont enterrés vivants. Jeckeln réussit à tenir la promesse qu’il avait faite à Vinnitsa d’en terminer avant le 1er septembre.
Dans le rapport d’activité du groupe d’intervention C, en date du 11 septembre 1941, ces « opérations » tiennent en une phrase de conclusion : « à Kamenets-Podolski, 23 600 Juifs ont été abattus en trois jours par un kommando du haut dirigeant de la SS et de la Police ». Par ailleurs, après le massacre de Kamenets-Podolski, « la Wehrmacht coopéra systématiquement avec les Einsatzgruppen et les forces de police pour détruire les communautés juives ».

## Liens
- Babi Yar de Bakhmout
- Friedrich Jügel